# Karel Špaček (inženýr)
Karel Špaček (23. květen 1866 Trněný Újezd – 22. červen 1937 Praha) byl profesor silničního, tunelového a železničního stavitelství na Císařské a královské české vysoké škole technické v Praze. Pro akademický rok 1916–1917 byl zvolen jejím rektorem.

## Život
Vystudoval malostranské reálné gymnázium a pak stavitelství na Císařské a královské české vysoké škole technické v Praze. Pracoval jako vrchní inženýr zemského železničního oddělení království Českého. V roce 1910 byl jmenován řádným profesorem silničního a tunelového stavitelství.

### Ocenění díla
V roce 1936 mu byl udělen čestný titul doktora technických věd Českého vysokého učení technického v Praze.

## Spisy
- O stavitelství silničním a zemních pracích, Praha : Spolek posluchačů inženýrství, 1911 – přednášky
- Zkoušení štěrku pro účely silniční, Praha : vlastní náklad, 1914
- Stavitelství železniční : Projektování železnic: Komerční trasování. Technické trasování, Praha : Čes. matice technická, 1914 – přednášky
- Železnice, Praha : vlastní náklad, 1915 – zvláštní otisk části knihy F. Červený a V. Řehořovský (ed.), Technický průvodce
- Stavitelství silniční, Praha : Česká Matice technická : Spolek posluchačů inženýrství na čes. techn. v Praze, 1919 – přednášky
- Betonové silnice Praha : Ústav stavitelství silničního a tunelového : České vysoké učení technické, 1928 – přednáška
- Novodobé silnice, Praha : Česká Matice technická, 1929 – přednášky
- Stavitelství tunelové, Praha : Spolek posluchačů inženýrství, 1932 – přednášky